# انتونيو مانسي
انتونيو مانسي (بالكرواتية: Antonio Mance) (7 أغسطس 1995 برييكا في كرواتيا - ) هو لاعب كرة قدم كرواتي في مركز الهجوم يلعب في نادي أم صلال القطري. شارك مع منتخب كرواتيا تحت 19 سنة لكرة القدم ومنتخب كرواتيا تحت 20 سنة لكرة القدم. أما مع النوادي، فقد لعب مع نادي دومجاله ونادي إسترا 1961 وNK Pomorac 1921 ‏.

## وصلات خارجية
- انتونيو مانسي على موقع قاعدة بيانات كرة القدم.إي يو (الإنجليزية)
- انتونيو مانسي على موقع Soccerway.com (الإنجليزية)
- انتونيو مانسي على موقع عالم كرة القدم.نت (الإنجليزية)